# Alexandrow-Ensemble

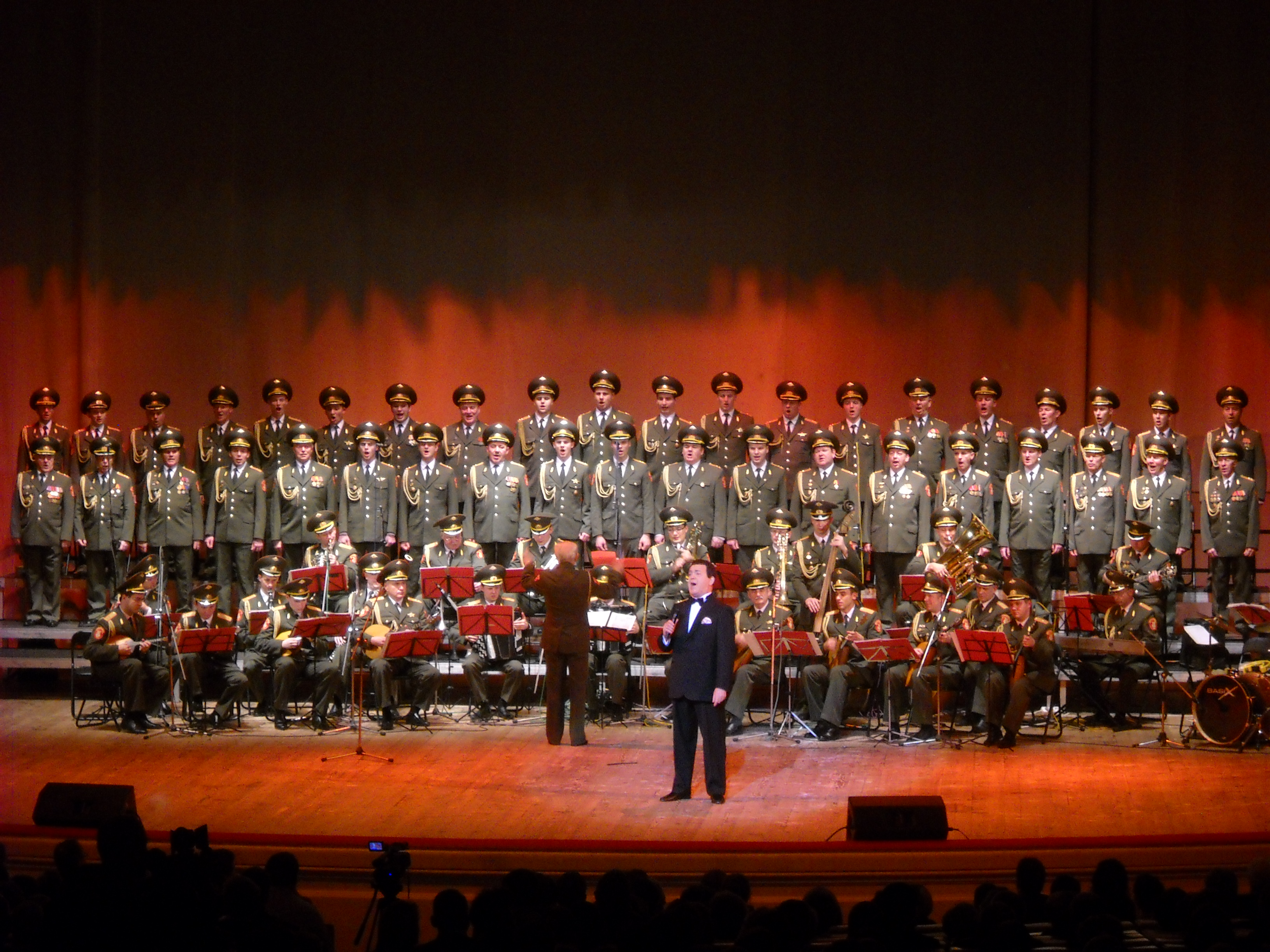
Das Alexandrow-Ensemble mit Iossif Kobson im Oktober 2009

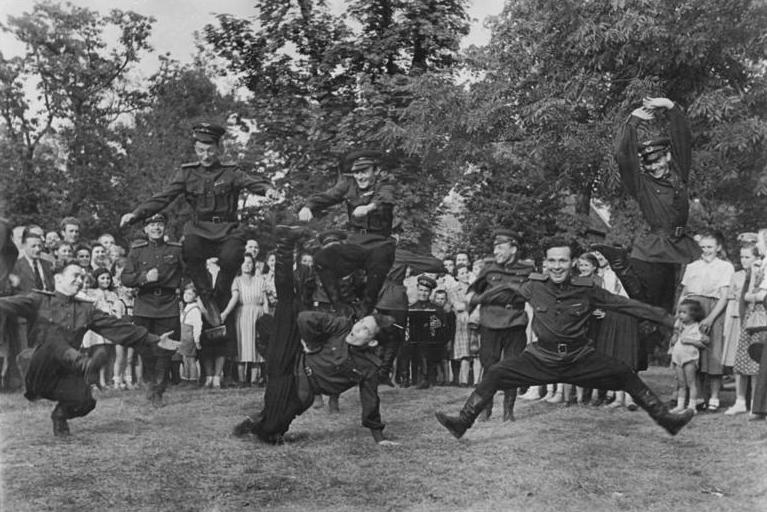
Eine Aufführung des Alexandrow-Ensembles bei den II. Weltfestspielen der Jugend 1949 in Budapest

Das Alexandrow-Ensemble (eigentlich: russisch Дважды краснознаменный академический ансамбль песни и пляски Российской армии имени А. В. Александрова Dwaschdy krasnosnamenny akademitscheski ansambl pesni i pljaski Rossijskoi armii imeni A. W. Alexandrowa, deutsch ‚Zweifach mit dem Rotbannerorden ausgezeichnetes Akademisches Gesangs- und Tanzensemble der russischen Armee „A. W. Alexandrow“‘) ist ein Soldatenchor aus Russland, der am 12. Oktober 1928 in Moskau von Alexander Alexandrow, dem späteren Komponisten der Nationalhymne der Sowjetunion (heute offizielle Nationalhymne Russlands), gegründet wurde. Das Ensemble, auch unter dem Namen „Chor der Roten Armee“ bekannt, intoniert vor allem Volkslieder (darunter russische Schlager).
Bei einem Flugzeugabsturz am 25. Dezember 2016 starben 64 Mitglieder des Ensembles.

## Geschichte
Der Chor bestand anfangs aus zwölf Soldaten (acht Sängern, zwei Tänzern und je einem Bajan (Akkordeon)-Spieler und Rezitator). 1937 erhielt das Ensemble bei der Pariser Weltausstellung den „Grand Prix“.
Am 18. August 1948 löste das Alexandrow-Ensemble mit seinem Auftritt auf dem Berliner Gendarmenmarkt Begeisterung aus. Der Dichter Kurt Barthel erzählte in einem seiner Bücher, das Ensemble habe bei der Vorbereitung auf seine Tournee durch die Sowjetische Besatzungszone bei deutschen Kommunisten in Moskau nachgefragt, welches deutsche Lied sie darbieten sollten, worauf ihnen empfohlen worden sei, das Volkslied Im schönsten Wiesengrunde zu singen.
Von 1946 bis 1987 wurde das Ensemble von Alexander Alexandrows Sohn, dem Generalmajor Boris Alexandrow, geleitet. Bekannte Solisten des Chors waren unter anderem Jewgeni Beljajew und Leonid Charitonow.
Auch nach dem Ende der Sowjetunion trat das Ensemble im In- und Ausland auf. In Westeuropa bekannt wurde die Zusammenarbeit mit den finnischen Leningrad Cowboys, mit denen sie sogar auf Tournee gingen und dabei unter anderem Kalinka aufführten.
Bis zum Flugzeugabsturz bestand das Ensemble aus 186 Mitgliedern, dazu gehörten der Männerchor (mit 9 Solisten), das Orchester und eine Tanzgruppe. Das Repertoire reicht von russischen Volksliedern über Kirchenlieder und Opernarien bis zu modernen Stücken.

### Flugzeugabsturz im Dezember 2016
Beim Flugzeugabsturz am 25. Dezember 2016 stürzte eine Tu-154 des russischen Verteidigungsministeriums über dem Schwarzen Meer ab, wobei es keine Überlebenden gab. An Bord waren unter anderem 64 Sänger, Instrumentalisten und Tänzer des Alexandrow-Ensembles, die auf dem russischen Militärflugplatz Hmeimim in Syrien ein Neujahrskonzert geben sollten. Bis auf 3 Personen waren alle Chormitglieder an Bord, so auch der Dirigent Generalleutnant Waleri Chalilow. Einzig der Solist Wadim Petrowitsch Ananjew überlebte, weil er wegen der Geburt seines dritten Sohnes beurlaubt war.

### Neustart
Am 16. Februar 2017 trat das Ensemble in neuer Besetzung erstmals wieder in Moskau auf. Neuer Leiter wurde Oberst Gennadi Xenafontowitsch Satschenjuk.

## Bekannte Mitglieder
- Jewgeni Michailowitsch Beljajew, Tenor, auch bekannt als „russische Nachtigall“ und Interpret des bekannten russischen Volkslieds Kalinka.
- Leonid Michailowitsch Charitonow, Bassbariton und Solist des Alexandrow-Ensembles